# Vuelo 254 de Varig
El vuelo 254 de Varig era un Boeing 737-241, c/n 21006/398, registro PP-VMK, un vuelo regular de pasajeros de São Paulo (Brasil) a Belém, Pará (Brasil), con varias escalas intermedias, el 3 de septiembre de 1989, a la misma hora que se disputaba un transcendental Brasil-Chile de fútbol. Antes de despegar de Marabá, Pará, hacia el destino final, el equipo introdujo una ruta incorrecta en la computadora de vuelo. En lugar de volar hacia su destino, el avión voló hacia el oeste hacia un área remota de la selva amazónica. Los intentos de llegar a un aeropuerto alternativo no tuvieron éxito, y el avión finalmente se quedó sin combustible. El piloto hizo un aterrizaje de panza en la selva, 1.690 kilómetros (1.050 millas) al noroeste de Río de Janeiro. Los sobrevivientes fueron rescatados dos días después. Trece pasajeros murieron y muchos más sufrieron heridas graves.

## Resumen

### Primeros momentos del vuelo
El vuelo 254 fue programado para salir de São Paulo a Belém, y su plan de vuelo incluyó escalas en Uberaba, Uberlândia, Goiânia, Brasilia, Imperatriz, Marabá, y finalmente Belém. La ruta São Paulo-Belém tuvo una duración aproximada de ocho horas y 20 minutos.
A las 9:43, el vuelo 254 salió del aeropuerto internacional de Guarulhos, São Paulo, en dirección a Belém. La tripulación constaba del capitán Cézar Augusto Padula Garcez de 32 años de edad, del primer oficial Nilson de Souza Zille, de 29 años, y cuatro asistentes de vuelo.
El vuelo transcurrió sin problemas a través de todas las escalas, y a las 17:20, la tripulación estaba arreglando los preparativos finales en el aeropuerto de Marabá mientras los pasajeros embarcaban.

### Incidente
Mientras que el primer oficial Zille realizaba la inspección externa de la aeronave, el capitán Garcez consultó el plan de vuelo para el rumbo magnético de Belém; en el plan de vuelo leyó 0270. Garcez interpretó esto como 270 grados, pero el significado pretendido era 027,0 grados (el plan de vuelo de Varig no especificó explícitamente la posición del punto decimal, que se encuentra implícitamente a la izquierda del dígito de la derecha). Esa confusión fue la causa principal del desastre, junto con otros errores de menor importancia. Por consiguiente, el capitán fijó el lado izquierdo en el indicador de situación horizontal (HSI) a 270 grados, es decir, un curso al oeste. Este era incompatible con el vuelo de Marabá a Belém.
Después de ajustar el HSI, Garcez programó el sistema de gestión de vuelo de la aeronave (PMS) para la distancia a Belém (346 kilómetros). El plan de vuelo indicaba una altitud de 29.000 pies (8.839 m) (FL 290), y una duración de 48 minutos. Cuando el cocapitán Zille llegó a su asiento, en lugar de revisar su propio plan de vuelo para ajustar su HSI - como estaba obligado a hacerlo - solo copió el indicador del capitán y puso el suyo a los mismos parámetros. A las 17:45, el vuelo 254 despegó de Marabá, y el piloto automático comenzó una larga curva de 158° a babor, en lugar de los 41 grados a estribor que se debe esperar durante un vuelo normal a Belém. Se creyó que el error pudo deberse en parte a que la tripulación estaba escuchando un partido para clasificar para la Copa Mundial de Fútbol entre Brasil y Chile en la radio.
Cuando Garcez creyó que el avión estaba cerca de su destino, trató de utilizar su radio VHF para comunicarse con la Torre de Belém. Al no haberse podido comunicar directamente, utilizó a otro avión de Varig, el vuelo RG266, como un repetidor de radio para hablar con el aeropuerto de Belém. Cuando Garcez logró establecer comunicación con Belém, pidió permiso para descender, y recibió la autorización. Al realizar su descenso, el capitán pareció muy extrañado ya que no podía reconocer ninguna de las características geográficas propias de la zona de Belém (como la Isla de Marajó y el estuario del río Amazonas), e incluso le preguntó al controlador de la torre si la ciudad estaba sin electricidad. En 1989, el aeropuerto de Belém todavía no tenía radar, por lo que el controlador informó que el vuelo 254 que era el único en su espacio aéreo, y le dio permiso para aterrizar.
Después de que el PMS comenzó a indicar una distancia negativa a su destino, el capitán Garcez decidió ejecutar un giro de 180 grados y localizar visualmente Belém. También descendió el avión a 4.000 pies (1.219 m) y redujo su velocidad a 200 nudos (370 km/h). Reacio a utilizar la radio HF para pedir ayuda, el capitán decidió tomar referencia visual de un río que se encuentra por debajo del plano, creyendo que era el Amazonas. El río era en realidad el Xingu, que corre principalmente de sur-norte, mientras que el Amazonas corre de oeste a este.
En ese momento, el vuelo ya había tomado 30 minutos más de lo previsto, y los pasajeros se inquietaron. Cuando el primer oficial Zille finalmente se dio cuenta de su error inicial, él y el capitán decidieron, después de comprobar sus cartas de navegación, hacer contacto con aeropuerto de Santarém (que creían que era el aeropuerto más cercano), e hizo un giro de casi 180°, quedando ahora en un rumbo magnético de 350°. Después de algunos cálculos, Garcez se dio cuenta de que la aeronave no contaba con el combustible necesario para llegar a Santarém, y enfiló de nuevo hacia el sur (a lo largo del río Xingu ahora identificado correctamente). Finalmente, decidió ponerse en contacto con el aeropuerto de Marabá otra vez, para encontrar su ubicación. La frecuencia de radio del localizador de Goiânia era el mismo que Marabá y Garcez sintonizó el localizador de Goiânia (Goiânia está ubicado aproximadamente a 1.250 kilómetros al sur de Marabá). El capitán ya estaba nervioso y lamentablemente no se dio cuenta de que el localizador sintonizado identificaba con código Morse y no era compatible con el de Marabá.
A las 20:05, Belém llamó al vuelo 254 de nuevo exigiendo un informe. El capitán declaró que tenía un rumbo magnético 170 a Marabá (en realidad era Goiânia), y que estaba recibiendo al faro de Carajás (que en realidad era la baliza de Barra do Garças). Garcez estaba perplejo cuando Belém le informó que el localizador de Carajás había estado cerrado desde las 19:30 y el Centro decidió tratar de iluminar la pista de Carajás, en un intento de facilitar la orientación del vuelo 254. Al darse cuenta de que no iba a tener suficiente combustible para llegar a Belém, el capitán decidió dirigirse al aeropuerto de Carajás, que habría sido la decisión correcta si no hubiera equivocado Goiânia por Marabá. En otro golpe de mala suerte, el vuelo 254 pasó, aproximadamente a las 20:30, a 185 km de distancia de la base de la fuerza aérea Serra do Cachimbo, un gran campo de aviación que el 737 podría haber alcanzado con éxito.
Después de eso, era inevitable que el avión tendría que hacer un aterrizaje forzoso en la selva en el norte de Mato Grosso. En el momento no existían procedimientos escritos para una situación de emergencia. Garcez y Zille decidido volar a 8.000 pies (2.438 m) hasta que se quedaron sin combustible, evitando así una posible explosión en el aterrizaje, y con los motores encendidos, todavía tendrían la potencia hidráulica para comandar la aeronave (dispositivos tales como los alerones y los flaps se activan hidráulicamente). También decidieron mantener el avión volando ligeramente por encima de la velocidad de pérdida, que en este caso fue de alrededor de 278 km/h. Durante su descenso, vieron algunas luces a través de la selva (que eran las casas de las fincas que tenían generadores eléctricos). A las 20:40, Garcez informó al centro de Belém que iba a hacer un aterrizaje forzoso sobre la selva, y cuando tuvo 15 minutos para el final del combustible, informó a sus pasajeros de la situación. Cuando había alrededor de 100 kg de combustible restante, el motor izquierdo se detuvo. El motor derecho se mantuvo en funcionamiento otros dos minutos más y luego se apagó también.
Incluso después de haberse apagado, los motores todavía estaban en "flameout" (rotación debido al paso del aire a través de ellos). Esto le dio al avión cierto control hidráulico rudimentario y poco fiable. Pero era mejor que no tener ningún poder en absoluto. Garcez ordenó la reducción de los flaps, que solo se movieron a la posición Dos, (alrededor de 10 grados), debido a la falla del sistema hidráulico. Con las baterías descargadas, no había energía eléctrica y los únicos cuatro instrumentos de trabajo en la cabina eran el horizonte artificial, el altímetro, el indicador de velocidad y el indicador de velocidad vertical. Lo único que la tripulación podía ver en el horizonte eran puntos de luz borrosos debido a la quema de los bosques lejanos, y a las 21:06, hora local, el avión se estrelló al aterrizar sobre árboles de más de 50 metros de altura.
La desaceleración debido al choque fue tan intensa que los pasajeros sin el cinturón de seguridad fueron arrojados a la parte delantera del avión, y algunos asientos desprendidos del piso también se corrieron hacia adelante. Cuando el avión cayó a través del follaje, dos árboles gruesos arrancaron ambas alas, y causaron una torsión severa en el fuselaje, lo que contribuyó a separar más asientos y al colapso del falso techo sobre las cabezas de los pasajeros. Después de reducir su velocidad a unos 65 km/h, el avión se arrastró por algo más de 30 metros y se detuvo recostado sobre su lado derecho.

### Consecuencias
Dos días después, cuatro de los sobrevivientes decidieron tratar de caminar y buscar ayuda. Después de aproximadamente dos, o tres horas de caminata en la selva, un grupo liderado por Alfonso Saraiva encontró una casa de la granja Curunaré, en São José do Xingu. Esa finca no tenía radio, por lo que tomaron un coche a otra granja, Serrão da Prata, a las 12:30 del martes. Con la ayuda del operador de radio João Capanema Jr., fueron capaces de ponerse en contacto con el Aeropuerto de Franca (Franca es una ciudad 400 kilómetros al norte de São Paulo), y a las 16:27 de ese martes, un EMB Bandeirante, de la Fuerza Aérea Brasileña (FAB) arrojó paquetes de alimentos a través de los restos. Por las 12:00 del miércoles, todos los sobrevivientes habían sido rescatados por la FAB.
41 sobrevivientes fueron rescatados del lugar del accidente en helicóptero que los llevó a 50 km de São José do Xingu, y de allí fueron trasladados por Embraer EMB 110 Bandeirante, aviones turbohélice del aeropuerto de Cachimbo, 185 millas al noroeste. Luego fueron trasladados al Hospital de la Base de Brasilia, cerca de Brasilia.

## Investigación
Tras realizar las pericias correspondientes, se concluyó que el accidente había sido causado principalmente debido a la negligencia por parte de la tripulación de vuelo. Las investigaciones mostraron que el avión estaba en perfectas condiciones para el vuelo, y que sus inspecciones periódicas obligatorias se habían realizado correctamente.
Se concluyó que el principal factor para el accidente fue el error en la lectura del rumbo correcto del plan de vuelo por parte del comandante, agravada por el hecho de que el copiloto copió la configuración desde el panel del comandante, en lugar de revisar el plan de vuelo.
Además, hubo varios factores que contribuyeron al accidente: el piloto no se dio cuenta de que debería estar recibiendo una señal VHF más fuerte de Belém si él se acercaba a ese aeropuerto, debería estar recibiendo las emisoras de radio locales de Belém en lugar de otras estaciones distantes, debió haber revisado su posición y rumbo contra el sol, y el equipo de apoyo de la aerolínea en Belém no tomó medidas al darse cuenta de que la llegada se retrasó.
El accidente sirvió para el establecimiento del Sistema de Vigilancia de la Amazonía. 

## Filmografía
El episodio fue presentado en la serie de televisión Mayday: catástrofes aéreas, titulado en Latinoamérica "Desaparecido en la jungla".